# Eugenia gomesiana
Eugenia gomesiana är en myrtenväxtart som beskrevs av Otto Karl Berg. Eugenia gomesiana ingår i släktet Eugenia och familjen myrtenväxter. Inga underarter finns listade i Catalogue of Life.